# 程瑀
程瑀（?—?），字伯㝢，饒州浮梁人。
他的姑姑臧氏撫養程瑀長大，臧氏死後，始復原本姓。太學考試第一名畢業，累官校書郎。官至兵部侍郎。曾與禮部侍郎秦檜共赴河東。

## 延伸阅读
[在维基数据编辑]
 《宋史·卷381》，出自脱脱《宋史》